# Franciszek Szymański (1893–1969)
Franciszek Szymański (ur. 31 sierpnia 1893 w Pyszącej, zm. 28 listopada 1969 w Poznaniu) – polski działacz społeczny, pracownik biurowy, polityk, poseł na Sejm w II RP.

## Życiorys
Był pracownikiem biurowym i działaczem robotniczym. Pełnił funkcje członka rady powiatu jarocińskiego i rady miasta Jarocin oraz sekretarza powiatowego Zjednoczenia Zawodowego Polskiego w powiecie jarocińskim.
W 1935 roku został posłem IV kadencji (1935–1938) wybranym z listy państwowej 15 008 głosami z okręgu nr 98 (powiaty: gnieźnieński miejski, gnieźnieński, średzki, wrzesiński i wągrowiecki).
W 1938 roku został ponownie wybrany, z listy Obozu Zjednoczenia Narodowego, okręg nr 97 (Ostrów Wielkopolski), do Sejmu V kadencji (1938–1939).
Uczestniczył w ostatnim posiedzeniu Sejmu 2 września 1939 roku, po kapitulacji Warszawy 28 września 1939 roku został uwięziony przez Niemców, był kilkakrotnie więziony i zwalniany, pracował jako konduktor w tramwaju w Poznaniu.
Po wojnie wstąpił do Stronnictwa Demokratycznego, którego był działaczem, udzielał się również w Związku Robotników i Pracowników Rolnych RP. W 1948 roku zrezygnował z działalności w związku zawodowym. W grudniu 1958 roku przeszedł na emeryturę .
Został pochowany na cmentarzu Górczyńskim w Poznaniu .

## Ordery i odznaczenia
- Złoty Krzyż Zasługi (11 kwietnia 1939)[6]